# Ecublens (Fryburg)
Ecublens (frp. Ekubyin; hist. Scubilingen) – gmina (fr. commune; niem. Gemeinde) w Szwajcarii, w kantonie Fryburg, w okręgu Glâne.

## Demografia
W Ecublens mieszka 356 osób. W 2020 roku 11% populacji gminy stanowiły osoby urodzone poza Szwajcarią.